# ソフィア・ア・ダンマーク
ソフィア・ア・ダンマーク（デンマーク語：Sofia af Danmark, 1241年 - 1286年）またはソフィア・アヴ・ダンマルク（スウェーデン語：Sofia av Danmark）は、スウェーデン王ヴァルデマール1世の王妃。

## 生涯

### 生い立ち
ソフィアはデンマーク王エーリク4世とユッタ・フォン・ザクセンの長女である。兄弟は早世し、妹にインゲボー、ユッタおよびアグネスがいる。1250年に、ソフィアらがまだ子供であった頃に父エーリク4世は殺害された。エーリク4世には男子継承者がいなかったため、弟アーベルが王位を継承し、さらに2年後にもう一人の弟クリストファ1世が王位を継承した。

### 結婚
ソフィアとヴァルデマール1世の結婚は、ヴァルデマールの父で事実上のスウェーデン摂政ビルイェル・ヤールが賛成したデンマークとスウェーデン間の平和外交政策の一環として取り決められた。1254年、ビルイェル・ヤールはクリストファ1世とノルウェー王ホーコン4世の間の仲介役を務め、クリストファ1世がルンド大司教ヤコブ・エアランセンと対抗するため支援が必要となり、クリストファ1世、ノルウェー王ホーコン4世とビルイェル・ヤールの間で1258年に同盟が結ばれた。同盟を結ぶにあたり、クリストファ1世は姪のソフィアをビルイェル・ヤールの息子スウェーデン王ヴァルデマール1世と婚約させ、姪のインゲボーをホーコン4世の息子マグヌス6世と婚約させた。この結婚は近親婚にあたり、教皇からの特免状が必要であったが、1259年3月1日に教皇アレクサンデル4世はこの結婚を通じてスウェーデン人とデンマーク人が近隣の異教徒と戦うことができるようになると考え、この結婚を許可した。『エリクの年代記』には、ソフィアがこの結婚について知らされたとき、部屋を出て自分の部屋に入り、聖母マリアに「私と彼に互いに共にある幸福を与え給え」と祈ったと記されている。

### 王妃として
『エリクの年代記』によると、ソフィアとヴァルデマールの結婚式は1260年にユムニンゲ（おそらくエーデスヘグのエーニンゲ）で行われ、トーナメント、ダンス、ゲーム、詩を伴う壮大な出来事として記されている。ソフィアはマルメおよびトレルボルグからの収入と、寡婦財産として金および銀を与えられた。しかし、結婚式におけるソフィアは、婚約が発表された時と状況が異なっていた。義父ビルイェル・ヤールがソフィアの叔父アーベルの未亡人であるデンマークの王太后メヒティルト・フォン・ホルシュタインと結婚し、それにより父エーリク4世を殺害したと言われていた叔父アーベルの未亡人がソフィアの義母となった。また、結婚式の時には叔父クリストファ1世もすでに死去しており、マルグレーテ・サンビリアの摂政の下で従兄弟エーリク5世がデンマーク王となっていた。エーリク5世は1263年までソフィアの相続権を認めることを拒否した。
年代記には、ソフィアは政治に関心があり、鋭い舌とチェスへの関心を持った誇り高き美人として記されている。ソフィアについて詳しいことはあまり知られていないが、王妃としてのソフィアのシールと、侍女としてマルガレータ・ラグニルズドッタとイングリッドの2人の名が伝わっている。
1266年、父ビルイェル・ヤールの死後、夫ヴァルデマール1世はついに事実上の王となり、義母メヒティルト・フォン・ホルシュタインはスウェーデンを去った。ヴァルデマールとその弟らとの対立において、ソフィアは王の側につき、義弟らを侮辱することで対立を悪化させたと伝えられている。ソフィアは義弟セーデルマンランド公マグヌスを「鋳掛屋（ket-laböther）」と呼び、スモーランド公エリク・ビルイェルソンを「何もないエリク（Erik alls intet）」と呼んだということはよく知られている。

ソフィアと妹インゲボーは王と結婚していたが、妹アグネスとユッタは、姉妹の莫大な財産がデンマークを離れることを避けるため、デンマークの摂政によって修道女になることを強いられていた。1271年、アグネスとユッタはロスキレの修道院から脱け出し、スウェーデンの姉ソフィア王妃のもとに逃亡した。彼らはスウェーデンの王宮で快く迎えられたが、ユッタとヴァルデマールは姦通しスキャンダルを起こした。その結果、1273年に子供が生まれたともみられている。このスキャンダルは、教会が義理の姉妹を真の姉妹と見なしていたため、姦通だけでなく近親相姦でもあり、伝えられるところによると、ヴァルデマールは教皇の赦免を得るため、ローマへの巡礼をしなければならなくなった。ヴァルデマールが実際に巡礼を行ったかどうかは定かではない。年代記によると、ソフィアは次のように述べたと伝えられている：「この悲しみから立ち直ることはできません。妹がスウェーデン王国に来た日を呪います。」
1274年、王弟マグヌスとエリクが王位をめぐってヴァルデマール1世と対立し、スウェーデンで内戦が勃発した。1275年6月のホヴァの戦いの後、マグヌスは自らスウェーデン王であると宣言した。ソフィアがチェスをしているときに、そのニュースが届いたことはよく知られている。ヴァルデマール1世はソフィアの人脈を利用し、マグヌスに対抗するためデンマーク王およびノルウェー王と同盟を結んだが、功を奏しなかった。その後、ヴァルデマール1世は娘インゲボリとホルシュタイン公ゲルハルト2世との結婚を取り決め、ゴットランド島をブランデンブルクに質入れすることで、ブランデンブルクと北ドイツの領主たちと同盟を結ぼうとした。1277年9月8日にコペンハーゲンにおいて、ソフィアはヴァルデマール1世とともにゴットランド島をブランデンブルクに質入れする書面に署名した。

### 晩年
1278年、ヴァルデマール1世は最終的に弟のマグヌスに退位することを受け入れ、前王（quondam rex）の称号を得て、ヴェステルイェートランドおよびエステルイェートランドにいくつかの領地を与えられた。ヴァルデマール1世は1280年にデンマークに移住し、ソフィアはスウェーデンに留まった。この時から、夫婦は別々の生活を送ることとなった。
ソフィアは自らを前王妃（regina quondam）および上王妃（senior regina）と呼んでいた。ソフィアは1283年にノルショーピングにおけるサケ漁からの収入をスケンニンゲ修道院に寄進したときなど、いくつかの文書で確認される。翌年、ニュボーのデンマーク法廷は、最終的にソフィアとその姉妹の相続の問題を解決し、デンマークで父親が相続したすべての領地に対する姉妹の権利を認めた。ほぼ同時期に、スウェーデン王マグヌス3世は兄ヴァルデマールに、自分の領地を管理するのにふさわしくないことを宣言させた（マグヌス3世は最終的に1288年にヴァルデマールを投獄した）。これがソフィアにどのように影響したかは不明であるが、マグヌス3世はヴァルデマールの領地の管理と、ソフィアの娘の後見人を引き継ぎ、その結婚を取り決めた。
ソフィアは1286年に死去した。ある資料によると、ソフィアはヴレタ修道院に埋葬され、別の資料ではデンマークのリングステズ修道院に埋葬されたとされる。夫ヴァルデマール1世は1288年に投獄され、1302年に死去するまで快適な監獄で愛人と公然と暮らした。

## 子女
1. インゲボリ（1263年 - 1292年） - ホルシュタイン公ゲルハルト2世妃
2. エリク（1272年 - 1330年） - 枢密院議員（Riksråd）。1328年から1329年までデンマーク王位を主張。
3. マリーナ - 1285年にディープホルツ伯ルドルフと結婚
4. リキッサ（1292年没） - 1285年にポーランド王プシェミスウ2世と結婚
5. カタリーナ（1283年没）
6. マルガレータ（1288年以降没） - 1288年よりスケンニンゲ修道院の修道女